# Haidoterminus cippus
Haidoterminus cippus (лат.) — ископаемый вид муравьёв (Formicidae), единственный в составе рода Haidoterminus из подсемейства Haidomyrmecinae (Северная Америка, Канада, Альберта, Канадский янтарь, Грэсси Лейк, Medicine Hat, Кампанский ярус, Foremost Formation, меловой период, возраст находки около 80 млн лет).

## Описание
Мелкие муравьи, длина тела 3,2 мм. Обладают рядом уникальных при знаков: клипеальная площадка позади места прикрепления усиков, усики 12-члениковые, скапус короткий (у других Haidomyrmecini усики 11-члениковые у всех каст: Haidomyrmex и Haidomyrmodes), задние голени с одной шпорой (у близких родов там по 2 шпоры).
Вид был впервые описан в 2013 году американскими мирмекологами Майклом Энджелом и  его коллегами  (McKellar, R. C.; Glasier, J. R. N.; США). Родовое название Haidoterminus образовано их двух греческих слов: Haido (бог царства мёртвых Аид) + terminus (на краю). Видовое название H. cippus происходит от латинского слова, означающего «столб, или надгробный камень», что связано со специфическим строением вытянутого наличника.
Haidoterminus это один из шести родов и видов, описанных из окрестностей деревни (хамлета) Грэсси Лейк, наряду с Canapone dentata, Cananeuretus occidentalis, Eotapinoma macalpini, Chronomyrmex medicinehatensis и Sphecomyrma canadensis. Таксон H. cippus типовой вид для рода Haidoterminus, который выделен вместе с родами Haidomyrmodes и Haidomyrmex в подсемейство Haidomyrmecinae.